# Fáni-völgyi 11. sz. üreg
A Fáni-völgyi 11. sz. üreg a Duna–Ipoly Nemzeti Parkban található Vértes hegységben, Vértesbogláron lévő egyik barlang.

## Leírás
Vértesboglár külterületén, a Vértesi Natúrpark fokozottan védett területén, erdőben helyezkedik el a barlang. A Fáni-völgy Ny-i végében található kereszteződéstől D-re, a völgy D-i oldalában, 285 m tszf., az úttól pedig kb. 35 m relatív magasságban van a barlang bejárata. A Fáni-völgyi 10. sz. üregtől Ny-ra, kb. 50 m-re, kicsit magasabban, egy sziklaudvarszerű beszögellés legfelső sarkában fekszik a Fáni-völgyi 11. sz. üreg.
Egészen a fal teteje alatt nyílik a barlang bejárata, mely meredek mászással érhető el. A barlangbejárat 2 m széles, 1,8 m magas, természetes jellegű, szabálytalan alakú és vízszintes tengelyirányú. A barlang 4 m hosszú, 3 m függőleges kiterjedésű, 3 m magas, 0 m mély és 4 m vízszintes kiterjedésű. Triász dolomitban húzódik az üreg. Befelé szűkülő, kifelé lejtő sziklaüreg, ami egy hasadék mentén, kifagyásos kőzetaprózódás miatt keletkezett. Falai breccsásak, töredezettek. Mennyezetén egy kis ablak nyílik a külszínre. Falai algásak, az aljzatot pedig kőzettörmelék és por borítja. A nehezen járható (meredek) terepen megközelíthető, könnyen, utcai ruhában járható barlang megtekintéséhez nem szükséges engedély és világítóeszköz.
1979-ben volt először Fáni-völgyi 11. sz. üregnek nevezve a barlang az irodalmában. Előfordul a barlang az irodalmában Fáni-völgyi 11.sz. üreg (Bertalan 1976), Fáni-völgyi-lyuk (Alba Regia Barlangkutató Csoport 1979), Fáni-völgyi–lyuk (Kocsis 1975) és Fáni-völgyi lyuk (Bertalan 1976) neveken is.

## Kutatástörténet
Az 1962-ben kiadott, A barlangok világa című könyv szerint a Vértes hegységben lévő Fáni-völgyben, a pataktól 10–12 m-rel magasabban kis barlangok vannak. A Ferencvárosi Természetbarátok Sportköre Barlangkutató Csoportjának váltott tagokból álló egyik csoportja, melyet Horváth János vezetett, 1968-ban folytatta a Vértes hegység bejárását és a hegységben lévő barlangok háromsíkú felmérését. Ez a csoport a Fáni-völgyben felmért kilenc, részben korábban ismert (I–IX. jelzésű) sziklaüreget. Az FTSK Barlangkutató Csoport 1969. évi jelentése szerint Horváth János az 1968. tavaszi-őszi barlangfelmérések felhasználásával 1969-ben elkészítette a Fáni-völgy (Vértes hegység) 9 üregének térképét. A térképeken 1:100 méretarányban vannak bemutatva a barlangok.
A Kocsis Antal által írt, 1975-ben megjelent kiadványban az van írva, hogy a Fáni-völgyi–lyuk bejárata a Fáni-völgy elejénél, az üzemi műút elágazásától DK-re, 100 m-re, a sziklás D-i völgyoldalban, kb. 40–45 m magasságban, a völgy pereméhez közel, 5 m-es sziklafalban van. Függőleges és vízszintes repedésekkel tagolt dolomitban jött létre a barlang. A széles bejáratú üreg lyukszerű. A barlangbejárat 2 m széles és 1,5 m magas. Befelé fokozatosan szűkül kb. 1 m kiterjedésűre. A 4 m hosszú barlang közepének környékén felszakadt ablakszerűen a kőzet. Üregeiben mohák, zöld algatelepek és ízeltlábúak fordulnak elő. A kiadványban lévő térképmellékleten látható a Fáni-völgyi 11. sz. üreg földrajzi elhelyezkedése. A térképen 24-es számmal van jelölve a barlang.
Az 1976-ban befejezett, Magyarország barlangleltára című kéziratban az olvasható, hogy a Vértes hegységben, Vértesbogláron helyezkedik el a Fáni-völgyi 11.sz. üreg (Fáni-völgyi lyuk). Az üzemi műút elágazásától DK-re, kb. 100 m-re, a D-i oldalon, kb. 40–45 m magasan van a barlang bejárata. A széles barlangbejárat közel a völgy pereméhez, 5 m-es sziklafalban helyezkedik el. A barlang 4 m hosszú, 2 m széles és 1,5 m magas. A befelé szűkülő, lyukszerű üreg ablakszerűen felszakadt a közepe környékén. A kézirat barlangot ismertető része 1 publikáció alapján lett írva.
Az Alba Regia Barlangkutató Csoport által 1979-ben készített kézirat szerint a Fáni-völgyi 11. sz. üreg (F11) az OKTH barlangleltárában a Vértes hegység barlangjai között a 20. számú barlang. A Kocsis Antal által írt kiadványban Fáni-völgyi-lyuk a barlang neve és 24-es a száma. A barlang Gánt szélén (Fejér megye, Móri járás) helyezkedik el a legújabb közigazgatási térkép szerint, nem pedig Vértesbogláron (ahogy a barlangleltárban hibásan szerepel). A Fáni-völgyi 10. sz. üregtől Ny-ra, kb. 70 m-re, attól magasabban, a völgyperemet alkotó sziklafal beszögellésében, 285 m tszf. és 35 m relatív magasságban van a Fáni-völgyi 11. sz. üreg.

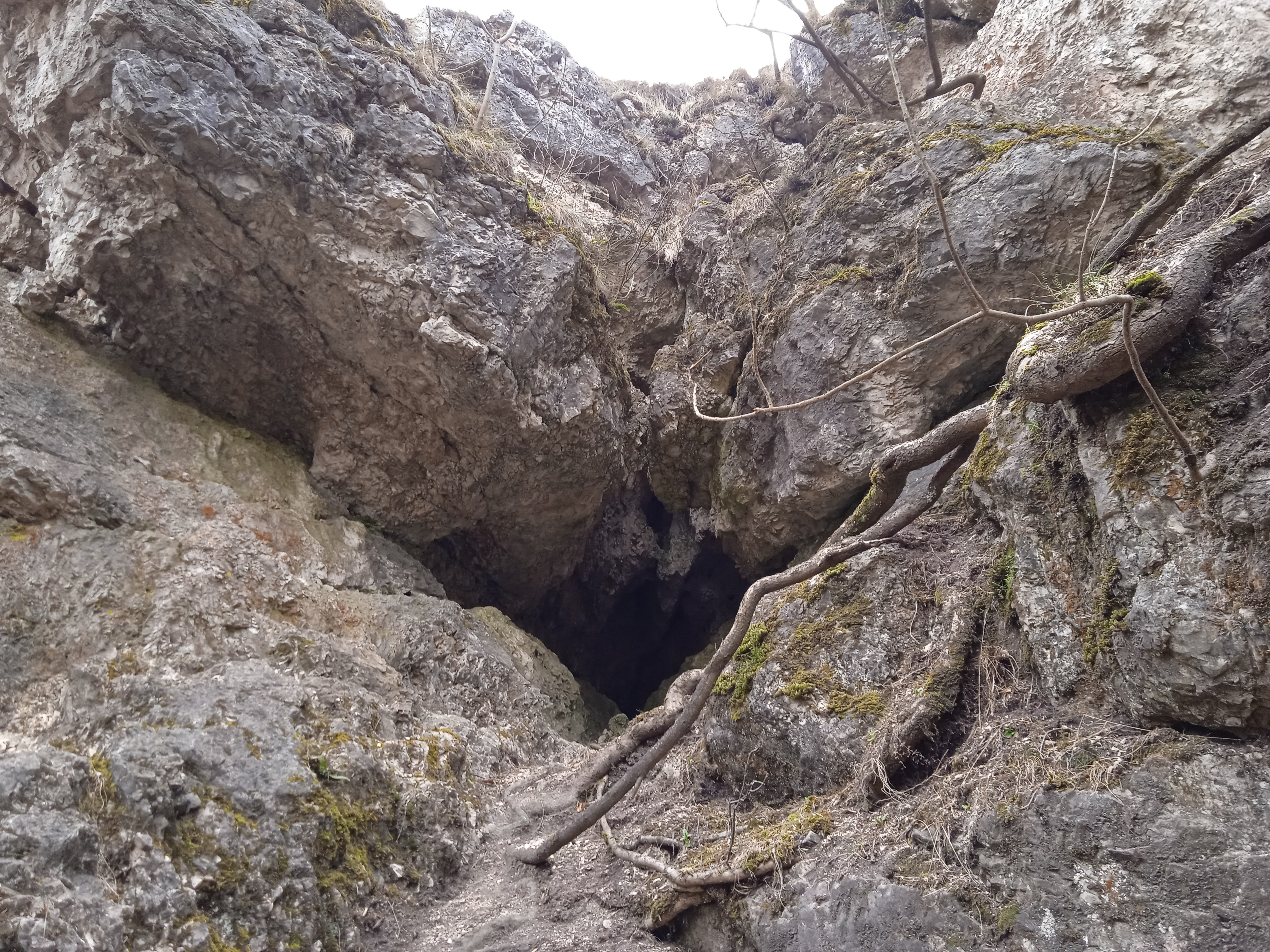
A Fáni-völgyi 11. sz. üreg bejárata

A barlangbejárat bal oldala sziklaeresz jellegű, maga a barlang pedig 2 m szélességgel és 1,5 m magassággal kezdődő, sziklaodúszerű üreg. Befoglaló kőzete triász dolomit, dolomitbreccsa. Kitöltése kőzettörmelék, végében némi agyag és dolomitiszap van. Falain néhány hidegvizes borsókő, néhány helyen pedig vasas, mangános (bauxitos?) elszíneződés figyelhető meg. A barlang függőleges repedés mentén, kőzetaprózódás miatt jött létre. Egy kifelé nagyon lejtő és befelé szűkülő szelvényű alsó üregből, illetve egy ennek mennyezetéből felfelé kezdődő, majd a bejárat felett, ablakszerűen a külszínre nyíló kürtőből áll. Bejárata közelében mohák, zuzmók, zöld és kék algák láthatók. A minden bizonnyal régóta ismert, nyitott barlang bejárásához nem kell felszerelést használni. A helyi jelentőségű üreget Szolga Ferenc megtudja mutatni. Legnagyobb vízszintes kiterjedése 4,5 m, legnagyobb függőleges kiterjedése pedig 3 m. Az üreget az Alba Regia Barlangkutató Csoport tagjai 1979. február 4-én vették kataszterbe. Megtörtént a barlang bejárása, fényképezése és felmérése. Bal falára 24-es szám van festve.
A kéziratba bekerült a barlang alaprajz térképe, hosszmetszet térképe és 3 keresztszelvény térképe. A térképek 1:100 méretarányban ábrázolják a barlangot. Az alaprajz térkép használatához a térképlapon jelölve van az É-i irány. Az alaprajz térképen látható a hosszmetszet és a 3 keresztszelvény elhelyezkedése a barlangban. A térképek elkészítéséhez a barlangot Szolga Ferenc, Gönczöl Imréné, Koch Zoltán és Zentai Ferenc mérték fel 1979. február 4-én. A térképeket 1979. február 22-én rajzolta Szolga Ferenc. A kéziratban látható a Fáni-völgy térképe (kb. 1:10.000 méretarány). A térképen jelölve van az É-i irány. A térképen megfigyelhető a Fáni-völgyi 11. sz. üreg (a térképen: F11) földrajzi elhelyezkedése. A kéziratban van 4 olyan fénykép, amelyek szemléltetik a barlangot. Az első fényképen a barlang bejárata, a második fényképen pedig a barlangbejárat melletti kis sziklaeresz látható. A harmadik fénykép a barlang mennyezetén lévő ablakot, a negyedik fénykép pedig a barlang mállott mennyezetén található természetes biztosítógyűrűt mutatja be. A fényképeket Zentai Ferenc készítette.

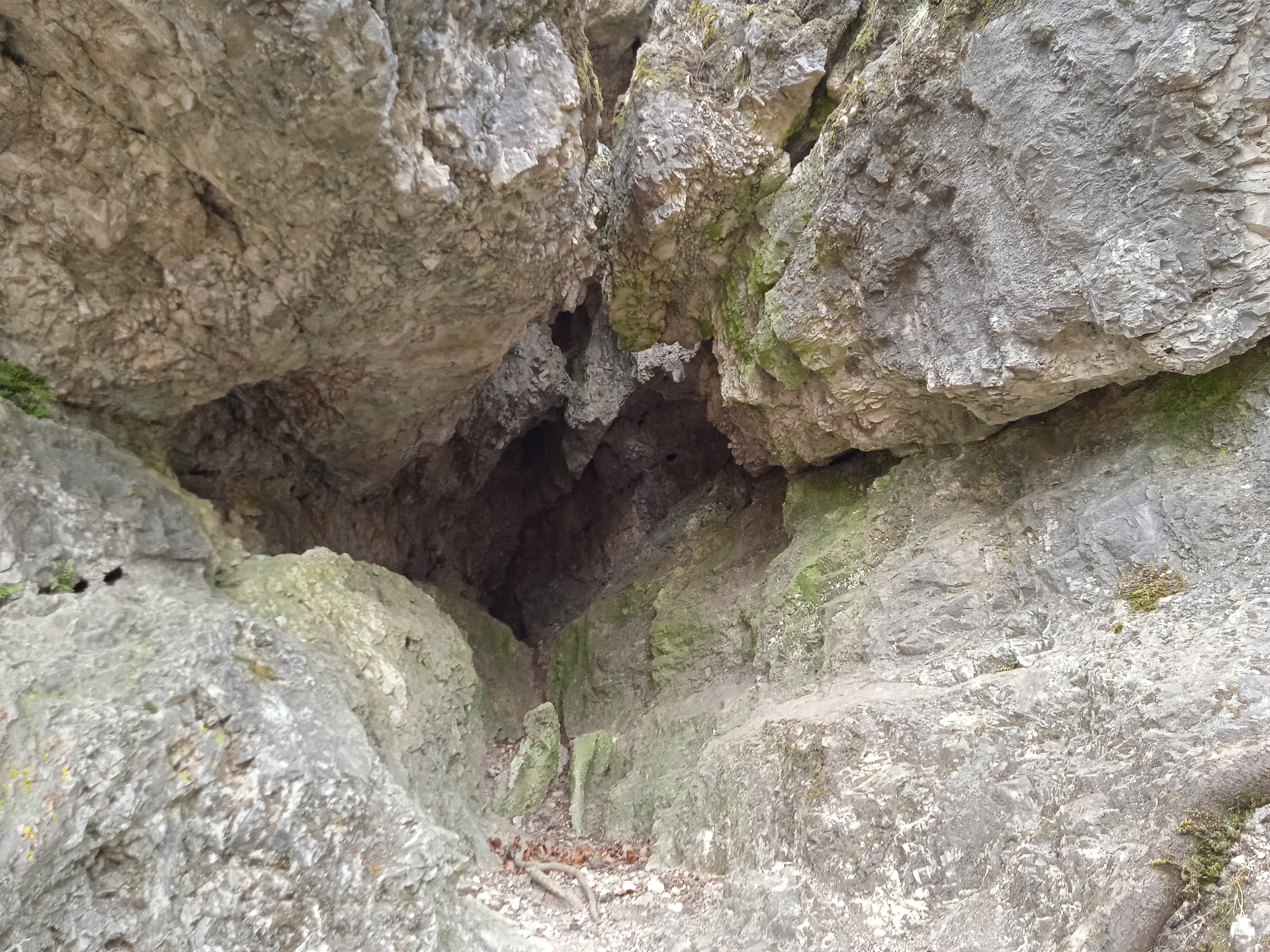
A Fáni-völgyi 11. sz. üreg belseje

Az FTSK Barlangkutató Szakosztály 1980. évi jelentésében meg van említve, hogy az FTSK barlangkutató csoportja 1968. március 31-én mérte fel a Fáni-völgy üregeit. Az 1980. évi MKBT Beszámolóban publikálva lett az 1980. évi csoportjelentésnek a Fáni-völgyben lévő üregeket említő része. Az 1984-ben kiadott, Magyarország barlangjai című könyv országos barlanglistájában szerepel a Vértes hegység barlangjai között a barlang Fáni-völgyi 11. sz. üreg (Fáni-völgyi-lyuk) néven. A listához kapcsolódóan látható a Dunazug-hegység barlangjainak földrajzi elhelyezkedését bemutató 1:500 000-es méretarányú térképen a barlang földrajzi elhelyezkedése.
A Béni Kornél és Viszló Levente által írt, 1996-ban napvilágot látott könyvben szó van arról, hogy 10 barlang van a Fáni-völgyben. A völgyben megfigyelhető sok barlang miatt a völgy a Kőlik-völgyhöz hasonló. Ugyanolyan dolomitbreccsa a felépítő kőzet is. A Fáni-völgyben lévő barlangok kialakulásának esetében is a fagyaprózódásos kimállás játszotta a főszerepet. A völgy üregeire jellemző a borsókő előfordulása és gyakran pirosas elszíneződésű falak vannak bennük. Ennek oka ismeretlen. Az üregek lényegében három helyen koncentrálódnak, de ezek közül kettő egymással szemben, a völgy É-i és D-i oldalán fekszik. A völgy mindegyik barlangja a kisebb méretű barlangok közé tartozik.

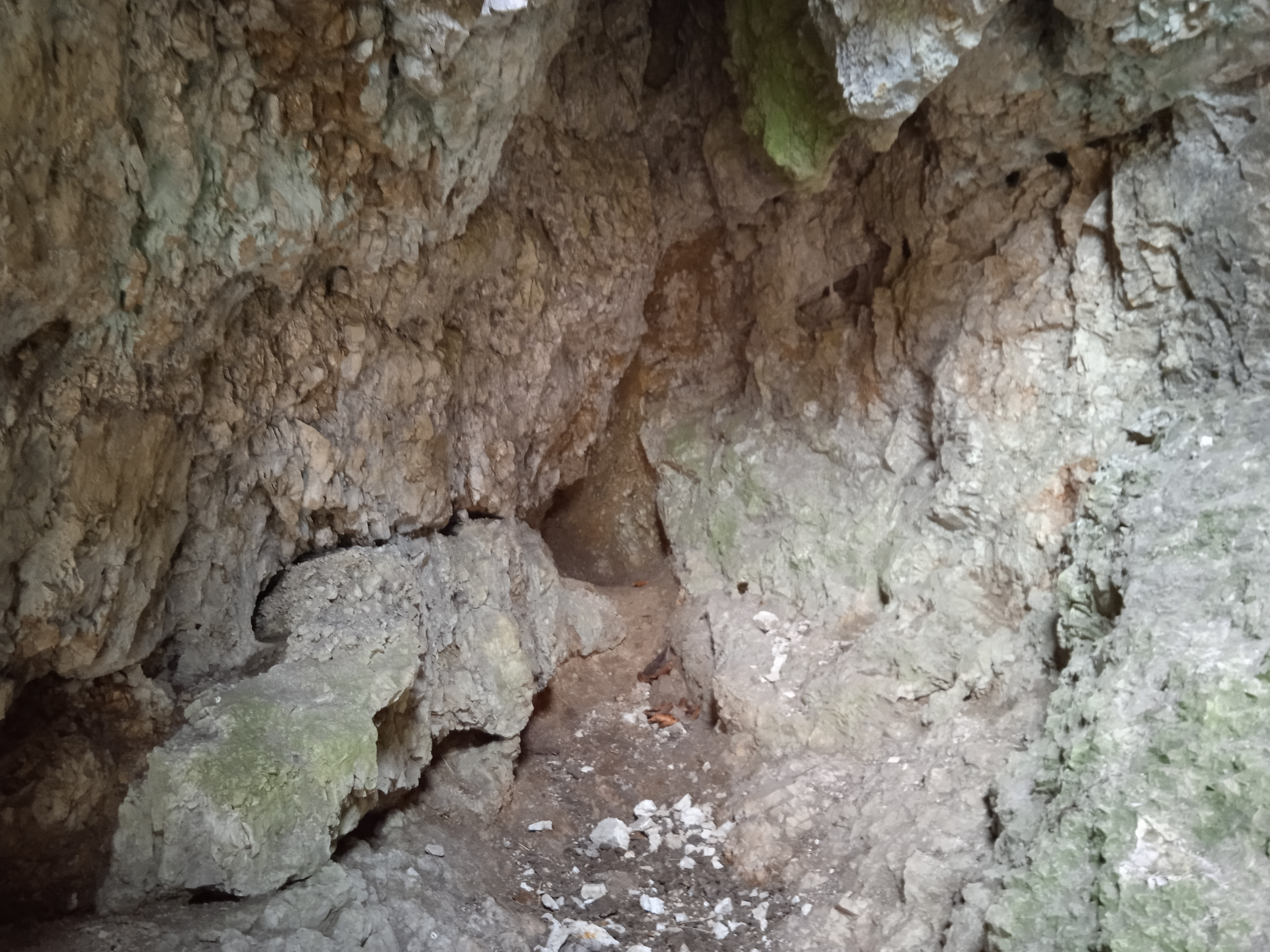
A Fáni-völgyi 11. sz. üreg végpontja

A barlang 2003. május 17-én, BTI kataszteri felvétel alapján készült nyilvántartólapja szerint a 4522-26 barlangkataszteri számú Fáni-völgyi 11. sz. üreg (Fáni-völgyi-lyuk) a Vértes hegységben lévő Vértesbogláron (Fejér megye) található. Az üreg bejáratának koordinátái (Trimble Geoexplorer 3): X: 605471, Y: 235189, Z: 285. Hegyoldalon lévő sziklafalban, erdőben van a barlang 2 m széles, 1,8 m magas, természetes jellegű, szabálytalan alakú és vízszintes tengelyirányú bejárata. A részletesen felmért barlang 4 m hosszú, 3 m függőleges kiterjedésű, 3 m magas, 0 m mély és 4 m vízszintes kiterjedésű. Triász dolomitban húzódik az üreg. A barlang kialakulását előkészítette a tektonika. Az üreg kifagyásos kőzetaprózódás miatt jött létre.
A hasadék térformájú barlang emelkedő aljzatú, és jellemző szelvénytípusa a szabálytalan. Breccsazóna és borsókövek vannak benne. Szervetlen, helyben keletkezett törmelékkitöltése kőzettörmelékből áll. Alga, pók és rovar fordul elő benne. Barlangleltári szám: 20. Tematikus feldolgozás: térkép, fénykép, kataszter, leírás. 1975-ben lett először említve a barlang az irodalomban (Kocsis Antal). A gyakorlatilag érintetlen barlang gyakorlatilag érintetlen aljzatú és ásványkiválásai gyakorlatilag érintetlenek. A nehezen járható (meredek) terepen megközelíthető, könnyen járható barlang megtekintéséhez nem szükséges engedély. Illetékes természetvédelmi hatóság: Duna–Ipoly Nemzeti Park Igazgatóság. A barlang felszínének védettsége: Vértesi Tájvédelmi Körzet (19/1976. OTvH határozat). A barlang állapota az 1979-ben történt leíráshoz képest nem változott. A barlangot semmi nem veszélyezteti.